# Tempus fugit

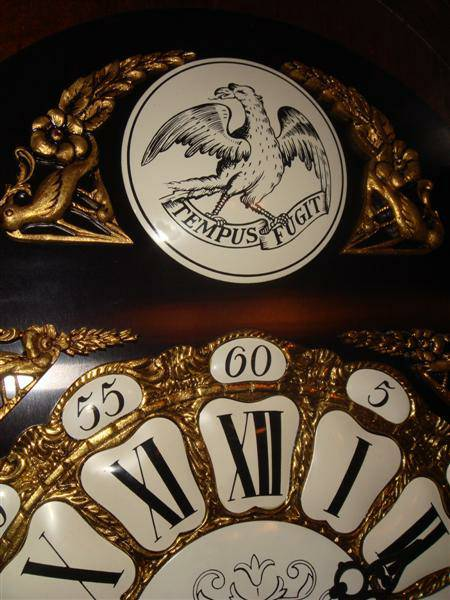
La locución «Tempus fugit», grabada en la parte superior de un reloj de péndulo.

Tempus fugit (traducido como «el tiempo huye», «el tiempo se fuga», «el tiempo vuela», o «tiempo fugaz») es una locución latina que hace referencia explícita al veloz transcurso del tiempo. La expresión parece derivar de un verso de las Geórgicas del poeta latino Virgilio (70 a. C.- 19 a. C.) (Georgicae, III, 284,) que dice más exactamente:

«Sed fugit interea, fugit irreparabile tempus» 

(Pero huye entre tanto, huye irreparablemente el tiempo).

En literatura, otros autores han hecho homenaje a esta cita, como es el caso de Lewis Carroll en su obra Alicia en el país de las maravillas. Habitualmente, podemos encontrar la expresión inscrita en relojes de sol, de péndulo o de cualquier otro tipo, invitando al espectador a la reflexión sobre la fugacidad del tiempo que mide el instrumento.
En algunos casos, podemos encontrar una versión ampliada de la expresión, la cual es: «Tempus fugit, sicut nubes, quasi naves, velut umbra» (El tiempo se escapa como una nube, como las naves, como una sombra). Esta segunda cita no pertenece a Virgilio, sino que es una mezcla de varias referencias al Libro de Job del Antiguo Testamento: 

Como una nube (Job, 7,9);

Como las naves (Job, 9,26);

Como una sombra (Job, 14,2).

La fuerza expresiva de estas comparaciones les ha proporcionado un notable éxito junto a la cita a Virgilio. En la estética zen japonesa de la melancolía por la impermanencia se le llama Mono no aware.
La interpretación de esta cita la podemos asociar a una filosofía de carácter vitalista, que recomienda vivir la vida como un conjunto de momentos presentes, planificados en corto plazo, en lugar de como una consecución de metas lejanas. También la podemos asociar a otras expresiones latinas que desprenden la misma esencia: carpe diem (aprovecha el momento), del poeta latino Horacio: Si tempus fugit, carpe diem; es decir, si el tiempo vuela, aprovechemos la ocasión y el momento.